# Schoolly D (album)
Schoolly D è l'album di debutto del rapper statunitense omonimo. Album autoprodotto da Schoolly D nel 1985, presenti cori di DJ Code Money e Mand M. Nut. Nel 1986 l'album è distribuito nel mercato britannico da Flame Records e Rhythm King Records. Nel 1990 Jive Records produce nuovamente l'album per il mercato statunitense.
Testi e musiche sono di Schoolly D.
Molto positiva la recensione di David Jeffries per Allmusic: «dalla registrazione di alcuni dei primissimi esempi di gangsta rap al diventare uno dei primi artisti a firmare per l'etichetta Rykodisc e fare canzoni per i film di Abel Ferrara, la pazza carriera del rapper Schoolly D inizia qui. [...] Ice-T cita il ritmo sincopato di Schoolly in P.S.K. What Does It Mean? come una delle sue - e dell'intero genere del gangsta rap in generale - più grandi ispirazioni.»
| Recensione | Giudizio |
| ---------- | -------- |
| AllMusic   | [ 1 ]    |

## Tracce
1. I Don't Like Rock & Roll – 5:56
2. Put Your Filas On – 7:16
3. Free Style Rapping – 6:52
4. P.S.K. What Does It Mean? – 6:32
5. Gucci Time – 5:16
6. Free Style Cutting – 6:10

Durata totale: 38:02